# Bulmer (Yorkshire du Nord)
Pour les articles homonymes, voir Bulmer.
Bulmer est un village et une paroisse civile du Yorkshire du Nord, en Angleterre.